# Войтків Станіслав Володимирович
Войтків Станіслав Володимирович — український науковець, інженер-механік, кандидат технічних наук, Заслужений машинобудівник України,   Член-кореспондент Академії технічних наук України, Генеральний конструктор Науково-технічного центру "Автополіпром".

### Біографічні відомості
Народився 2 січня 1954 року у м. Львові.
У 1980 р. закінчив механіко-машинобудівний факультет Львівського політехнічного інституту за спеціальністю "Автомобілі і трактори".
У 2006 р. у Національному технічному університеті "Харківський політехнічний інститут" захистив кандидатську дисертацію "Шляхи удосконалювання технічної системи штампування панелей облицювання кузовів автобусів на багатоконтурних електрогідравлічних пресах» за спеціальністю «Процеси та машини обробки тиском".
Науковий керівник — доктор технічних наук, професор Тараненко Михайло Євгенович, Національний аерокосмічний університет ім. М. Є. Жуковського "Харківський авіаційний інститут", професор кафедри технології і виробництва літальних апаратів.

### Нагороди та відзнаки
- Почесне звання Заслужений машинобудівник України (2004 р.),
- Подяка Прем'єр-міністра України (2010 р.);
- Почесна грамота Київської обласної державної адміністрації (2003 р.);
- Почесна грамота Львівської обласної державної адміністрації (2008 р.).

### Наукова діяльність
Автор 123 і співавтор 27 наукових публікацій,/
Автор історико-технічного видання "25 років з НТЦ "Автополіпром". Спогади конструктора колісних транспортних засобів" (2018 р.).
Автор 54 і співавтор 60 деклараційних патентів України на винаходи, співавтор свідоцтва СРСР та 47 патентів України на промислові зразки.
Автор науково-популярної книги "Авиаконструктор Роберт Дж. Вудс. Создатель знаменитого истребителя Р-39 "Airacobra" (2020 р.).
Автор науковог-технічного видання "Модульність у конструкціях рухомого складу пасажирського автобусного транспорту" (2023 р.).

### Виробнича діяльність
За участю Войтківа С. В. створено 10 нових проектних організацій в галузі автобусобудування:
ТзОВ "НТЦ "Автополіпром" (1993 р.), ТзОВ "НТЦ "Еталон" (липень 2002 р.), КБ ЗАТ "Бориспільський автозавод" (жовтень 2002 р.), ТзОВ "НТЦ "Анто-Рус" (грудень 2003 р.), НДІА "Еталон" — ДП ЗАТ "Бориспільський автозавод" (червень 2005 р.), КБ ТзОВ "Галицький автозавод" (жовтень 2005 р.), НТЦ "ЛуАЗ" — ДП ВАТ "Луцький автомобільний завод" (грудень 2005 р.), ОКБ ВАТ "Черкаський автобус" (грудень 2005 р.), КБ ПП "Автотехнологія" (березень 2009 р.), КБ заводу "Електронмаш" — ДП ПАТ "Концерн "Електрон" (2012 р.).
Створено 6 заводів, на яких організовано виробництво автобусів різного призначення, комунальних автомобілів малої вантажопідйомності, автомобілів швидкої медичної допомоги та автомобілів іншого призначення:
ЗАТ "Бориспільський автозавод" (2002 р.) та ЗАТ "Чернігівський автозавод" (2003 р.) Корпорації "Еталон", ТзОВ "Херсонський автоскладальний завод" (2004 р.), ТзОВ "Галицький автозавод" (м. Львів, 2005 р.), ТзОВ "Рівненський автозавод" (2018 р.), Завод "Електронмаш" — ДП ПАТ "Концерн "Електрон" (2012 р.),
Організовано виробництво автобусів нових моделей на підприємствах 
Завод "Агрореммаш"/ ВАТ "Автомаш" (м. Лубни Полтавської обл.), ВАТ "Дніпродзержинський авторемонтний завод", ВАТ "Черкаський автобус" корпорації "Богдан", ДП "Автоскладальний завод № 1" АТ "АК "Богдан Моторс" (м. Луцьк), ПП "Автотехнологія" (м. Рівне) та інших.
Під керуванням головного/ генерального конструктора Войтківа С. В. розроблено понад 250 проектів колісних транспортних засобів, зокрема: автобусів та мікроавтомобілів різного функціонального призначення, автомобілів малої вантажопідйомності транспортно-технологічного призначення, у тому числі комунальних, причепів до одинарних двоколісних мотоциклів, причепів до легкових автомобілів, мікроавтобусів та вантажних автомобілів, сідельних автопоїздів малої вантажопідйомності, автомобілів швидкої медичної допомоги та інших колісних транспортних засобів спеціального призначення. У 2020-2022 роках під керуванням Войтківа С. В. розроблено і виготовлено ослідний зразок першого українського електромобіля малої вантажопідйомності "Карпати".
Протягом 51 річної трудової діяльності Войтків С. В. працював головним конструктором проекту і завідувачем відділу автобусів особливо малого класу ВАТ "Український державний інститут автобусотролейбусобудування", головним конструктором Українського науково-промислової асоціації "Укрпастранс", генеральним директором і головним конструктором ТзОВ "Науково-технічний центр "Автополіпром", директором і головним конструктором НТЦ ЗАТ "Бориспільський автозавод", директором і головним конструктором ДП "Науково-дослідний інститут автомобілебудування "Еталон", віце-президентом корпорації "Еталон" по технічних питаннях, заступником директора і головним конструктором ДП "Науково-технічний центр "ЛуАЗ" ВАТ "ЛуАЗ" (Корпорація "Богдан"), генеральним конструктором і генеральним директором ДП "Завод "Електронмаш" ПАТ "Концерн-Електрон", головою науково-технічної ради ТзОВ "Науково-технічний центр "Автополіпром", ПП "Автотехнологія", ТзОВ "Галицький автозавод", головою державної екзаменаційної комісії на кафедрі "Експлуатація та ремонт автомобільної техніки" Інституту інженерної механіки та транспорту Національного університету "Львівська політехніка" (у 2007—2010 рр. і у 2011—2014 рр.), головою екзаменаційної комісії на кафедрі "Пожежна та аварійно-рятувальна техніка" Інституту цивільного захисту Львівського державного університету безпеки життєдіяльності (у 2016 р.-2019 р.) і, на даний час, продовжує працювати генеральним конструктором і головою науково-технічної радиТзОВ "Науково-технічний центр "Автополіпром", являється головою екзаменаційної комісії на кафедрі "Експлуатація та ремонт автомобільної техніки" Інституту інженерної механіки та транспорту Національного університету "Львівська політехніка" (з 2018 р.). 